# Davis Phinney
Davis Phinney (Boulder, 10 luglio 1959) è un ex ciclista su strada statunitense, professionista dal 1985 al 1993 e vincitore di un bronzo olimpico. Vinse inoltre due tappe al Tour de France, nel 1986 e nel 1987.
Nel 2000 gli è stata diagnosticata la malattia di Parkinson: dal 2003 raccoglie fondi per la ricerca su questa patologia tramite una fondazione che attualmente ha sede a Denver.
È marito di Connie Carpenter e padre di Taylor Phinney.

## Palmarès

### Olimpiadi
- 1 medaglia:
  - 1 bronzo (Los Angeles 1984 nella corsa a cronometro a squadre)